# Likwidacja Hugo Dietza
Likwidacja Hugo Dietza – likwidacja Hugo Dietza, kierownika grupy „D” w warszawskim Arbeitsamcie (pol. Urzędzie Pracy), a zarazem szefa Arbeitsamtu w Otwocku, organizującego wywózki Polaków na roboty przymusowe do Niemiec. Przeprowadzona w Warszawie. Akcję przeprowadziła Organizacja Specjalnych Akcji Bojowych oddział Armii Krajowej do zadań specjalnych w Warszawie 13 kwietnia 1943 .